# Rosenburg (Elsass)
Die Rosenburg (franz. Rosenbourg) ist eine ehemalige Templerburg in der elsässischen Gemeinde Westhoffen im französischen Département Bas-Rhin. Die Wasserburg bestand aus einem viereckigen Wohnturm, umgeben von einem Graben und einer Mauer, die an ihren Ecken mit vier Bastionstürmen ausgestattet war.

## Geschichte
Die Burg wurde um 1440 als bischöflich-straßburgisches Lehen an die Familie von Müllenheim verkauft. Eine Linie der Müllenheim benannte sich nach ihr „von Müllenheim-Rosenberg“ und starb 1684 aus. Nach der Französischen Revolution wurde das mittlerweile sogenannte Schloss Hofgut. Heute sind nur noch einige Mauerreste und teilweise die einstigen Wassergräben sichtbar.